# Константиново (Калужская область)
Константиново — деревня в Малоярославецком муниципальном районе Калужской области. Входит в сельское поселение «Село Кудиново». Находится на реке Лужа.

## География
Расположена на левом берегу реки Лужа, приблизительно в 4,5 километрах от села Кудиново и в 19 километрах, по автодорогам — от Малоярославца. Рядом — деревни Некрасово и Астреево.

## Население
| 2002 | 2010 |
| ---- | ---- |
| 22   | ↘20  |

## История
По вотчинной жалованной грамоте 1614 года царя Михаила Фёдоровича Константину Григорьевичу Чернышеву было дано село Константиново с деревнями и пустошами в Мигунине стане Медынского уезда.
В 1941 году по западной окраине Константиново и берегу реки Лужи проходила Можайская линия обороны Москвы.